# Peigne liturgique
Un peigne liturgique est un objet cultuel attesté dans la liturgie chrétienne pendant le Moyen Âge en Occident, et plus tardivement dans le monde orthodoxe.

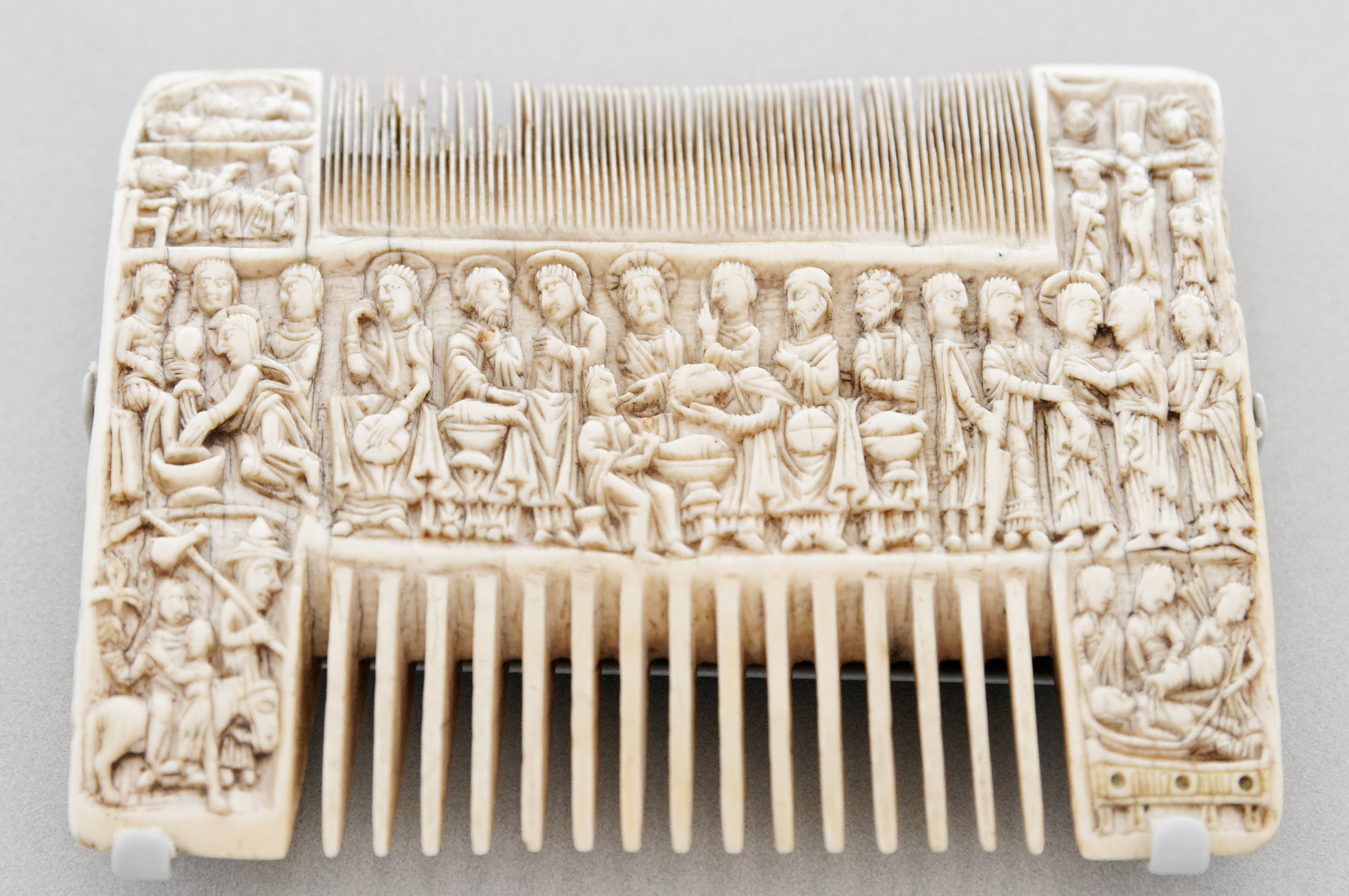
Peigne liturgique avec des scènes de l'enfance et de la Passion du Christ, St Albans, vers 1130, Victoria and Albert Museum

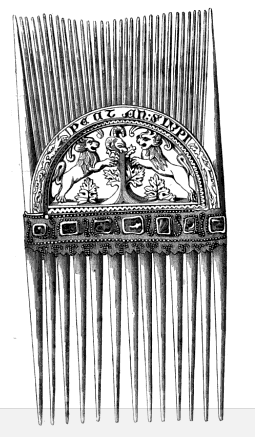
Peigne liturgique dit de saint Loup, Sens, VIIe siècle

## Histoire et utilisation
Le peigne liturgique est destiné à peigner le célébrant de la messe avant sa montée à l'autel pour la célébration de la messe. Son usage semble remonter au IVe siècle, en Occident, selon l'historien Édouard Fourdrignier, et perdurer jusqu'au début du XVIIe siècle, où il tombe en désuétude pour n'être plus utilisé que lors des sacres d'évêques. 
Les peignes liturgiques qui sont actuellement conservés dans les musées sont en ivoire ou en or, la plupart du temps richement ouvragés, et destinés à un usage sacré visant à purifier le prêtre avant l'office. En peignant les cheveux, le clerc assistant le prêtre le purifie des souillures physiques et morales. L'action de peigner s'accompagne de prières telles que celle rapportée par le missel de Lunden (1514) : « Corripe me, Domine, in misericordia tua ; oleum autem peccatoris non impuinguet caput meum ».
Édouard Fourdrignier rapproche ces peignes liturgiques de peignes scandinaves ou assyriens retrouvés dans des fouilles et remontant à l'âge du fer. Tous ces peignes se caractérisent par une double rangée de dents enserrant un montant richement décoré. Une rangée est généralement formée de dents larges, l'autre de dents plus fines.
Ces peignes auraient eu une utilité directe pour les couches inférieures du clergé, à l'hygiène défaillante, et seraient tombés en désuétude plus rapidement que pour les hauts dignitaires du clergé, pour qui l'usage du peigne aurait été dès le départ plus symbolique qu'utilitaire. L'usage du peigne liturgique perdure dans la liturgie orthodoxe grecque, où le prêtre se peigne avant la messe et laisse ensuite son peigne sur l'autel.

## Peignes liturgiques remarquables
Les collections médiévales des musées européens possèdent un nombre important de peignes liturgiques. Certains se distinguent par leur richesse ornementale ou par le culte qui leur a été attaché :
- peigne dit de saint Héribert (970-1021) , réalisé dans la seconde moitié du IXeme siècle , conservé au Schnütgen Museum de Cologne (Allemagne)[5] ;
- peigne de saint Loup, conservé à la cathédrale de Sens, en ivoire dont la baguette centrale, entourée de deux lignes d'or, est ornée de sept pierres de couleurs. La baguette centrale supporte une arcade en plein-cintre sur laquelle on voit deux lions se dressant contre l'arbre du bien et du mal autour duquel est enroulé un serpent ;
- peigne de Gauzelin de Toul[6] ;
- peigne de Bertuin de Malonne, appliqué pour guérir des maladies du cuir chevelu.